# Sotto il banco
Sotto il banco è un libro per ragazzi scritto da Andrea Valente.
Il volume raccoglie trenta racconti brevi, a volte anche brevissimi con protagonisti adolescenti. Il libro nasce dall'idea che piccoli frammenti di vita possono essere raccontati e scambiati come capita ai bigliettini passati sotto il banco, da qui una serie di narrazioni corte, veloci e, in cui diverse situazioni vengono ribaltate, sempre sul filo dell'umorismo e del surreale...